# بسكويت اللوز
بسكويت اللوز هو نوع من البسكويت المصنوع من اللوز. إنها بسكويت شائع في العديد من المأكولات المختلفة، وتتخذ أشكالاً عديدة.
أنواع بسكويت اللوز تشمل الماكارون واللوز، والماكارون الاسباني (المندرادوس) ، القورابيه (بسكويت الغريبة المصنوع من اللوز) ، و أتشيبادم كوكيز التركية. بالإضافة إلى، شكريباره التركية التي غالباً ما يتم تزيينها باللوز.

## بسكويت اللوز الصيني
بسكويت اللوز الصيني هو نوع من المعجنات الصينية المصنوع من حبات المشمش المطحونة. يعد البسكويت واحدًا من المعجنات الأكثر شيوعًا في كانتون ، وهونغ كونغ ، وماكاو ، وفي بعض المخابز الصينية في الخارج. فهي صغيرة، ولا تحتوي على حشوة. بالإضافة إلى ذلك، فهي متفتتة جدا.
في ماكاو، كانت الوجبة الخفيفة وواحدة من أكثر المنتجات المتخصصة انتشارًا، خاصة بالقرب من أطلال كاتدرائية سانت بول ، حيث تكتظ الشوارع بـ 10 إلى 20 متجرًا، وجميعها تبيع نكهات مختلفة من بسكويت اللوز بجوار بعضها البعض. يصطف الباعة المتجولين في الشارع لدفع البضائع. وموصى به على الموقع الرسمي للسياحة بماكاو كوجبة ماكاوية خفيفة شهيرة. مخبز كوي كى هي واحد من العلامات التجارية الشهيرة لبسكويت اللوز في ماكاو.

## المعرض

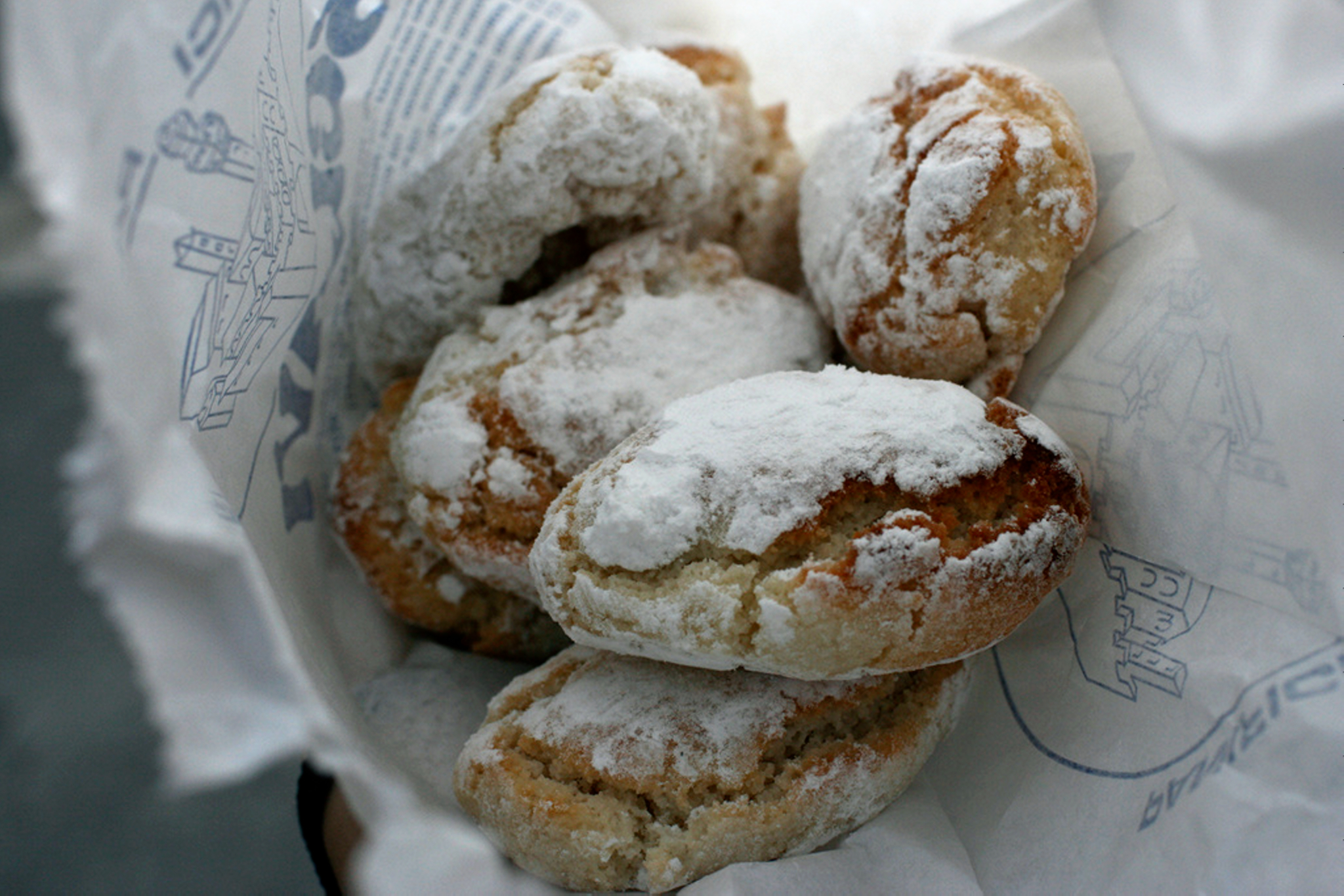
Ricciarelli هو بسكويت اللوز في توسكانا biscuit.
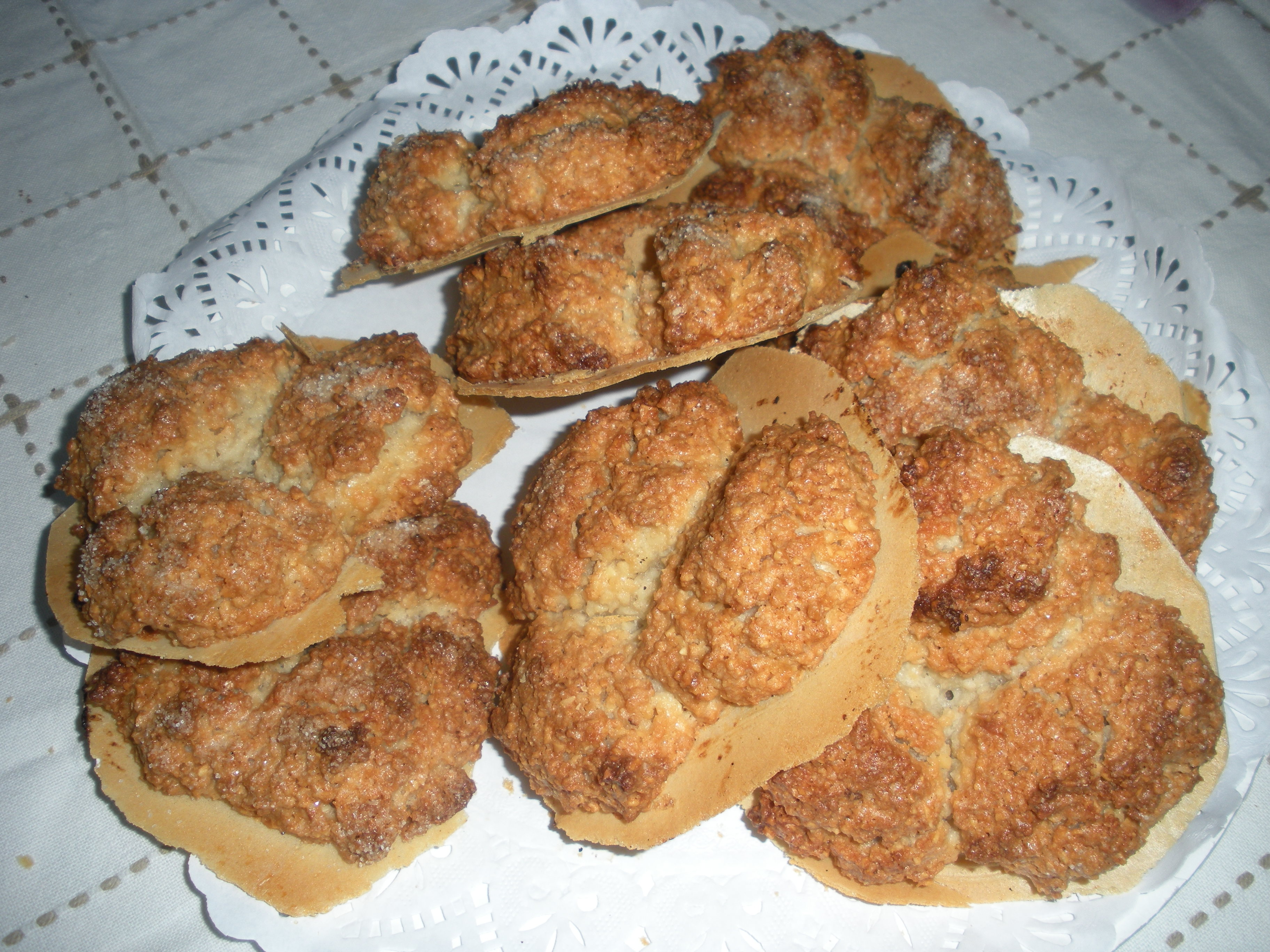
Almendrados هي نوع من بسكويت اللوز في المطبخ الإسباني.
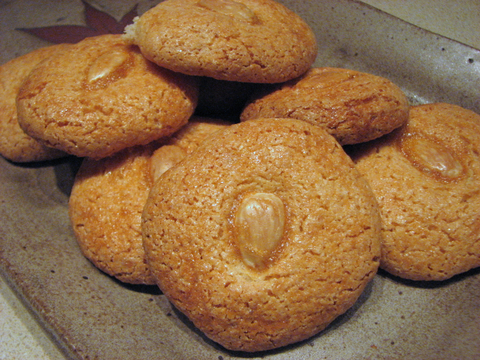
غريبة اللوز المر هو بسكويت اللوز في المطبخ التركي.
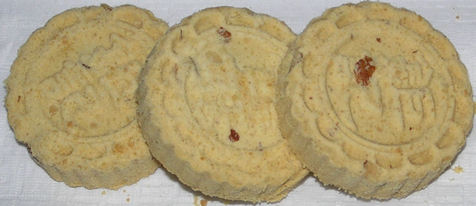
"بسكويت اللوز الصيني" (بالصينية: 杏仁餅) شائع في المطبخ الكانتوني.